# Whirimako Black
Pour les articles homonymes, voir Black.
Barbara Whirimako Black (née en 1961 à Whakatane) est une chanteuse néo-zélandaise.

## Biographie
Whirimako Black est descendante des tribus Ngāti Tuhoe, Ngāti Tuwharetoa, Ngāti Ranginui, Kahungunu, Te Whakatohea, Te Whanau-a-Apanui, Te Arawa et Ngāti Awa. Black porte un tatouage féminin maori traditionnel, un tā moko, au menton.
Black chante principalement dans le maori de Nouvelle-Zélande, utilise des formes musicales traditionnelles maories et se sert des instruments traditionnels de taonga pūoro.
À la fin de son adolescence, elle chante dans un groupe et gagne un peu d'argent. À 19 ans, elle déménage en Australie pendant neuf ans, où elle joue dans des groupes, essaie d'être professionnelle, travaille dans un magasin tenu par son concubin et a deux enfants.
En 1991, elle forme le groupe féminin maori Tuahine Whakairo mais le quitte en 1993 pour commencer une carrière solo. Dans le même temps, elle devient enseignante.
Parmi ses réalisations musicales, il y a la composition et le chant des titres de la série de Television New Zealand, The New Zealand Wars, ainsi que la composition avec Hori Tait de l'indicatif du journal télévisé en maori Te Karere.
Whirimako Black est nommée membre de l'Ordre du Mérite de Nouvelle-Zélande, pour ses services à la musique maorie le 1er janvier 2006.
Black fait ses débuts d'actrice dans le film White Lies en 2013. Elle est nommée aux Asia Pacific Screen Awards dans la catégorie Meilleure actrice.

## Discographie
- 2000 : Hinepukohurangi: Shrouded in the Mist
- 2003 : Hohou Te Rongo: Cultivate Peace
- 2004 : Tangihaku  Mai Music
- 2005 : Kura Huna  Mai Music
- 2006 : Soul Sessions  Mai Music
- 2007 : Whirimako Black Sings
- 2011 : The Late Night Plays

## Source de la traduction
- (en) Cet article est partiellement ou en totalité issu de l’article de Wikipédia en anglais intitulé « Whirimako Black » (voir la liste des auteurs).